# Franklin Electronic Publishers
Franklin Electronic Publishers, Incorporated (ранее Franklin Computer Corporation) — американский производитель бытовой электроники, основанный в 1981 году в Берлингтоне, Нью-Джерси. С середины 1980-х годов компания создавала и продавала в основном портативные электронные справочники, такие как корректоры правописания, словари, переводчики, медицинские справочники и библии. Компания публично торговалась на Американской фондовой бирже под символом FEP до 30 сентября 2009 года, когда произошло слияние с Saunders Acquisition Corporation.

## Ранняя история
Компания Franklin была основана в 1981 году Барри Борденом, Расселом Боуэром и Джоэлом Шустерманом как Franklin Computer Corporation. Она производила клоны компьютеров серии Apple II, которые впервые поступили в продажу в 1982 году.
В начале 1982 года компания Franklin выпустила модель Franklin ACE 100, а в марте того же года — Franklin ACE 1000; они были очень близкими копиями компьютеров Apple II и Apple II Plus соответственно. Конструкция материнская плата была практически идентичной, и Franklin также скопировала ROMов Apple. Два месяца спустя Apple Computer подала на Франклина в суд за нарушение авторских прав. Франклин сначала выиграл, но в итоге проиграл. (См. Apple Computer, Inc. против Franklin Computer Corp.).
После этого Franklin выпустила модель ACE 1200, которая включала два встроенных 5¼-дюймовых флоппи-дисковода и процессорную плату ACE 80 Zilog Z80 (ребрендированная PCPI Appli-Card) для совместимости с CP/M — популярная опция сторонних производителей для Apple II. ACE 1200 был идентичен ACE 1000, но имел два встроенных флоппи-дисковода и четыре предустановленные карты расширения (одна из которых обеспечивала цветное видео; ACE 1000 был монохромным). На пике своей численности в 1983 году в компании Franklin работало 450 сотрудников.
Вслед за ним компания Franklin выпустила модель ACE 1200, которая включала два встроенных 5¼-дюймовых флоппи-дисковода и процессорную карту ACE 80 Zilog Z80 (переименованная PCPI Appli-Card) для совместимости с CP/M — популярная опция сторонних производителей для Apple II. ACE 1200 был идентичен ACE 1000, но имел два встроенных флоппи-дисковода и четыре предустановленные карты расширения (одна из которых обеспечивала цветное видео; ACE 1000 был монохромным). На пике своей численности в 1983 году в Franklin работало 450 человек..
В августе 1983 года компьютерная компания Franklin столкнулась с судебным решением, которое опровергло её аргумент о том, что компьютерный код, находящийся в основном в цифровой форме, не может быть защищен авторским правом, поскольку он не существует в печатной форме. Franklin открыто признала, что скопировала код ПЗУ и операционной системы Apple. Несмотря на это признание, Franklin добилась судебного запрета, который позволил ей продолжать продавать свои компьютеры. Это значимое дело имело долгосрочные последствия и создало важные юридические прецеденты, касающиеся авторского права и обратный инжиниринг. Даже спустя более 30 лет после вынесения решения в августе 1983 года это дело продолжало часто упоминаться в юридических дискуссиях.
В июне 1984 года компания Franklin подала заявку на реорганизацию по главе 11.
В июне 1984 года компания Franklin подала заявку на реорганизацию в соответствии с главой 11 Федерального закона о банкротстве. Franklin сократила штат до чуть более 100 человек с прежних 275 сотрудников. Franklin планировала выпустить Franklin CX, портативный клон Apple II, но этот выпуск был отменён из-за банкротства..
Начиная с октября 1985 года, Franklin выпустила второе поколение клонов Apple II, состоящее из серии ACE 2000 (на базе Apple IIe) и ACE 500 (на базе Apple IIc). Они включали в себя больше памяти, а также предлагали множество функций, уникальных для Apple IIe и Apple IIc, при этом снижая цену Apple. ACE 2200 оснащался отсоединяемой клавиатурой и двумя внутренними 5,25-дюймовыми дисководами для дискет.
Franklin также выпустила пару IBM PC совместимых компьютеров, Franklin PC6000 и PC8000, в течение 1986—1988 годов. Оба компьютера были основаны на процессоре Intel 8088, работающем на частоте 4,77 МГц. PC6000 имел 512 Кбайт оперативной памяти и один флоппи-дисковод, а PC8000 — 640 Кбайт и два дисковода. Это соответствовало наиболее распространенным конфигурациям того времени. Вскоре после выхода ACE 2200 компания Apple смогла полностью вытеснить Franklin с рынка настольных компьютеров, включая IBM-совместимые ПК.В результатеВ результате единственным компьютером, выпускаемым Apple, стал